# Nyctiphantus nocturnus
Nyctiphantus nocturnus is een keversoort uit de familie bladkevers (Chrysomelidae). De wetenschappelijke naam van de soort werd in 1891 gepubliceerd door Semenov.